# August Herman Pfund
August Herman Pfund (Madison (Wisconsin), 28 de dezembro de 1879 — 4 de janeiro de1949) foi um físico estadunidense.
Pfund foi professor de óptica na Universidade Johns Hopkins.
Recebeu em 1939 a Medalha Frederic Ives.